# 끼엔떤
끼엔떤(베트남어: Kiến Tân / 建新 건신 / 1398년 3월 ~ 1400년 2월)은 베트남 쩐 왕조(陳朝) 소제(少帝) 쩐안(陳𤇼)의 연호이다. 쩐 왕조의 마지막 연호이다. 재위 2년 후, 호꾸이리(胡季犛)에게 선양하면서 쩐 왕조는 멸망한다.

## 개원
- 꽝타이(光泰) 11년 3월 15일[1](율리우스력 1398년 4월 2일)에 연호를 끼엔떤(建新)으로 개원함.[2][3]

- 끼엔떤(建新) 3년 2월 28일[4](율리우스력 1400년 3월 23일)에 호 왕조를 개창한 후, 연호를 타인응우옌(聖元)으로 개원함.[2][3]

## 연대 대조표
| 끼엔떤 | 서기(西紀) | 간지(干支) | 명나라 연호     |
| 원년   | 1398년     | 무인(戊寅) | 홍무(洪武) 31년 |
| 2년    | 1399년     | 기묘(己卯) | 건문(建文) 원년 |
| 3년    | 1400년     | 경진(庚辰) | 건문 2년        |

## 동시대 연호

### 중국
명(明)
- 홍무(洪武) (1368년 ~ 1398년)
- 건문(建文) (1399년 ~ 1402년)

### 일본
- 오에이(應永) (1394년 ~ 1428년)

## 같이 보기
- 베트남의 연호